# Captain Tsubasa 4: Professionals Rivals
Captain Tsubasa 4: Professionals Rivals es un videojuego de fútbol perteneciente a la serie de juegos del Manga y Anime Capitán Tsubasa. Es la cuarta entrega de la serie y la continuidad de Captain Tsubasa 3: The Kaiser's Challenge. Fue lanzado el 3 de abril de  1993 por Tecmo siendo exclusivo para Super Famicom es decir solo Japón, este juego es muy superior gráficamente a sus tres predecesores ya que cuenta con varias mejoras gráficas y un sistema de historia diferente a todas las anteriores entregas, ya que cuenta con hasta 4 finales alternativos que desarrollan varias historias que nunca convergen entre sí.

## Argumento del Juego
tiene la particularidad de poseer hasta 4 finales diferentes, dependiendo de la ruta que se desarrolló al igual que el anterior CT3 se manejan varios equipos en diferentes líneas argumentales, dependiendo del desarrollo y los resultados que se presenten se desenlosaran diversas historias. La Historia siempre iniciara con la final del torneo japonés entre el Nanbudaigaku (de Ishizaki (Bruce Harper), Soda, Nitta y Morisaki (Al Croquer) y el Musashi FC de Misugi (Andy Jonson), este partido no se puede intervenir y siempre dará como ganador a Nanbudaigaku, luego inicia la historia de Tsubasa en Brasil y su debut profesional en Sao Paulo, de nuevo dirigido por Roberto y con una nueva estrella, el italiano Stratto.

## Equipos Manejables
- Sao Paulo: Tsubasa Ozora (Oliver), Oscar, Bernardo, Juniel; MF: Rivelino y Testa; FW: Falcon, GK: Renato, Gil, Ryo Ishizaki y el Super Striker Stratto de Italia.
- Brasil: GK: Claudio Meao (Sporting) y Renato (Sao Paulo); DF: Dirceu (Bragantino), Dotoru y Amaral (Cruzeiro), Juniel, Oscar e Ishizaki (Sao Paulo); MF: Tsubasa (Sao Paulo), Coimbra (Flamengo), Santamaria (Guaraní), Testa y Rivelino (Sao Paulo); FW: Carlos Santana (Flamengo), Stratto(Sao Paulo).
- Japón: Tsubasa Ozora, Taro Misaki (Tom), Ken Wakashimazu (Tex-Tex), Kojiro Hyuga (Steve), Hikaru Matsuyama (Armand), Genzo Wakabayashi (Benji Price).
- Escueto Japón (Ruta C): Tsubasa Ozora y Ryo Ishizaki.
- Nanbudaigaku (Ruta A): FW: Nitta, el DF: Soda y el GK: Morisaki
- Mexico City (Ruta D): Ken Wakashimazu y Kojiro Hyuga

### Liga brasilera de Río
- Paysandu: Equipo muy fácil sin figuras.
- Cruzeiro: Equipo con muy buena defensa, 2 ex-estrellas del Sao Paulo y jugadores de la selección, los DF: Dotour y Amaral.
- CR Vasco da Gama: 2 figuras El FW. Zagallo con su "Double Eel Shoot". Además de contar con un regular GK: Mazurca. 
  - Nota: Vencer a CR Vasco da Gama dará como resultado abrir la Ruta A, perder abre la Ruta C.

### Ruta A
- Guarani: 1 figura el MF. Santamaría.
- Sporting 1 figura el GK. Meao.
- Flamengo: MF. Arthur Antunez Coimbra con su "Mach Shoot" y el FW. Carlos Santana y su "Mirage Shoot".
- Bragantino: 2 figuras DF. Dirceu con su "Cannon head" y el GK. Taffarel.

#### Parte II Latinoamérica Cup
Se inicia la Latinoamérica Cup donde en las selecciones nacionales pueden ser convocados jugadores extranjeros que jueguen en la liga del respectivo país, por lo anterior se podrá manejar un equipo brasileño con muchas figuras.
- Venezuela: Equipo fácil.
- Perú: Equipo regular con un atacante de número 9 llamado Orumiga. Su drible y tiro regulares serán suficientemente fuertes como para mandar porteros a volar.
- Colombia: Equipo regular 2 figuras en defensa DF. Michibi y GK. Rene.
- México: La final el equipo Mexicano reforzado con el FW. Kojiro Hyuga (Steve Hyuga) y el GK. karateka Wakashimazu Ken(Richard Tex Tex).
  - Nota: Ganar contra México dará como resultado abrir la Ruta A, perder abre la Ruta B.

#### Parte III Torneo Japonés
Seguir hasta el partido de Brasil vs. México, y ganar el encuentro te permite acceder a la Ruta A que empieza con un torneo japonés donde se maneja al equipo del Nanbudaigaku donde militan el FW: Nitta, el DF: Soda y el GK: Morisaki. A partir de aquí se crea un jugador, el cual se utilizará hasta terminar la ruta. (Nota: Al asignar los puntos del jugador es recomendable darle los máximos puntajes para pase y disparo para hacer la ruta más fácil.)
- Seinan: MF. Urabe Hanji, Kishida Takeshi, DF. Nakayama Masao, Nishio Koji.
- Toho FC: Militan el MF: Sawada Takeshi y el FW. Sorimachi Kazuki.
- Higashinihon: Los hermanos FW. Tachibana Masao y Tachibana Kazuo. Acompañados de 2 exjugadores de Furano: el DF. Oda Kazumasa y el GK. Kato Masanori.
- Totodai SV: El gigantesco DF. Jito y el hábil FW. Sano acompañados del GK. Nakanishi Taichi.
- Musashi FC: El FW. Misugi entrará en el 2 tiempo dándoles esa ventaja.
- Nankatsu SC: El Shutetsu trío: FW. Kisugi Teppei y Taki Kajime, MF. Izawa mamoru. Acompañados del robusto DF. Takasugi Shingo.

#### Parte IV (Amistosos Internacionales)
- Japón: GK. Wakashimazu, DF:Jito, soda, Ishizaki, Matsuyama. MF: Misaki, Masao, Kazuo, Sano, FW: Nitta y Hyuga. En el 2.º tiempo ingresa el FW. Misugi Jun. (Se maneja a Sao Paulo).
  - Nota: Luego empieza una serie de partidos amistosos de Japón, el cual es ahora liderado por Tsubasa.
- Manchester United (Inglaterra): Matsuyama al final se unirá a Japón.
- Marsella (Francia): Misaki al final se unirá a Japón.
- Argentinos Jrs (Argentina): estacan la pareja: MF. Juan Díaz y su nuevo Cyclone, y el FW. Alan Pascal.

#### Parte V Copa de Asia
- Tailandia: Equipo débil.
- China: 3 figuras Los gemelos Lee y GK. Lu.
- Arabia Saudita: Sin figuras fuerte defensa.
- Corea del Sur: 2 figuras MF. Kim y el FW. Cha

#### Parte VI Copa Mundial
- Estados Unidos: 2 figuras El MF. Jack y FW. Mihael.
- Inglaterra: Destaca el gigantesco DF. Steve Robson y el FW. Lorimer.
- Camerún: Destaca el FW. Camacho con su "Draken Smash".
- Argentina: Selección liderada por el MF. Juan Díaz y FW. Alan Pascal. 2 nuevos elementos, el dúo de FW: Batin y Callare, acompañados del MF. Babington y el gran DF. Luis Galván.
- Austria: Equipo regular sin figuras.
- Brasil:  Equipo fuerte: GK. Elzo Gertize, DF: Jetorio, Dirceu, Amaral y Dotoru, MF: Coimbra, Santamaría, Toninho y Zagallo, FW: Santana y Nei.
- Francia: 4 figuras FW: Pipin y Lui Napoleón MF; Eru Shido Pierre y Bitto Bossi. Además del GK: Lendis Amoro.
- Italia: Cuartos de final, difícil rival con FW: Stratto, Rampion, DF: Rossi, GK: Gino Hernández. MF: Demetrio Tardelli, MF. Jacinto y el FW. Riberi con sus "Twin Tackles".
- Alemania: Semifinal, equipo fuerte FW: Karl Heinz Schneider con su "Neo Fire Shoot", Manfred Margus con su "Blast Head", Theodor Cappellmann con su "Sidewind Shoot". MF: Pobulsen con su "Murder Shot", Mezza con su "Top Spin Pass", Franz Schester con su "Spiral Cut" y Hermann Kaltz con su "Harinezumi Dribble". GK: Dieter Müller.
- Países Bajos: Final del Mundial.

### Ruta B
Perder el encuentro de Brasil vs. México te permite acceder a la Ruta B, en donde se continúa manejando al Sao Paulo sin el italiano Stratto y enfrentando a los mejores clubes de Europa.
- Moscú (Rusia): Destaca su GK. el belga Ramcane con su "Shadow Shield Catch".
- Göteborg (Suecia): Destacan los hermanos y FW: Jan Thern y Jan Ljung.
- Brøndby IF (Dinamarca): Equipo fácil. Sin figuras.
- Manchester United (Inglaterra): Equipo difícil, 2 figuras FW. Lorimer y DF. Steve Robson. En el 2 tiempo ingresara el MF. Matsuyama (Armand Callahan).
- F. C. Barcelona (España): Destaca el DF. Holandés Kual.
- Marsella (Francia):  El duelo entre Tsubasa y el MF. Misaki.
- AFC Ajax (Holanda): Destaca el FW. Izurazu con sus avances rápidos y sus Overhead kicks.
- Hamburger S.V.: 2 Figuras GK. Wakabayashi (Benji Price) acompañado del FW. Pobulsen y su "Murder shot".
- Juventus: Dos veteranos, el FW. Mazzo, jugador transferido desde el AC Roma por 3500 millones de yenes y el GK. Dino que hasta ese momento tenía 38 partidos sin recibir un gol.
- AC Milan: Muchas figuras FW. Francés Jean Pierre Pipin con su "Homing Shot", FW. Holandés Van Bergh (32 años), los MF. holandeses Furia y Neeskens, el DF. italiano Rossi y el MF. italiano Demetrio Tardelli, Stratto ingresa para el segundo tiempo.

#### Parte II (Eliminatorias de Asia)
- Emiratos Árabes Unidos: Equipo débil.
- China: 3 figuras Los gemelos Lee y GK. Lu.
- Corea del Sur: 2 figuras MF. Kim y el FW. Cha
- Arabia Saudita: Sin figuras fuerte defensa.

#### Parte III (Copa Mundial)
- Estados Unidos: 2 figuras El MF. Jack y FW. Mihael.
- Brasil: Equipo fuerte: GK. Elzo Gertize, DF: Jetorio, Dirceu, Amaral y Dotoru, MF: Coimbra, Santamaría, Toninho y Zagallo, FW: Santana y Nei.
- Egipto: Equipo débil.
- Francia: 4 figuras FW: Pipin y Lui Napoleón MF; Eru Shido Pierre y Bitto Bossi. Además del GK: Lendis Amoro.
- Colombia: Equipo regular 2 figuras en defensa DF. Milchibichi y GK Rene.
- Dinamarca: Una fuerte defensa y el GK. Schumaher.
- Países Bajos: MF: Furia y Neeskens, FW: Van Bergh y DF: Kual.
- Alemania: Cuartos de final, equipo fuerte FW: Karl Kheinz Schneider con su "Neo Fire Shot", Manfred Margus con su "Blast Head", Theodor Kapellmann con su "Sidewinder Shot". MF: Pobulsen, Mezza con su "Top Spin Pass", Franz Schester con su "Spiral Cut" y Hermann Kaltz con su "Harinezumi Dribble". GK: Dieter Müller.
- Argentina: Semifinal, la misma selección liderada por el MF. Juan Díaz y FW. Alan Pascal. 2 nuevos elementos, el dúo de FW: Batin y Callare, acompañados del MF. Babington y el gran DF. Luis Galván.
- Italia: Final, un difícil rival con FW: Stratto, Rampion, DF: Rossi, GK: Gino Hernández. MF: Demetrio Tardelli, MF. Jacinto y el FW. Riberi con sus "Twin Tackle".

### Ruta C
Si se pierde el tercer Match con Vasco Da Gama se iniciara la gira europea con los rivales de la Ruta C.
- Göteborg (Suecia): Descrito anteriormente.
- Manchester United (Inglaterra): Descrito anteriormente.
- F. C. Barcelona (España): Descrito anteriormente.
- Brøndby IF (Dinamarca): Equipo fácil. Sin figuras.
- AFC Ajax (Holanda): Descrito anteriormente.
- Marsella (Francia): Descrito anteriormente.
- Hamburger S.V.: Descrito anteriormente.
- AC Milan: Descrito anteriormente, en el segundo tiempo aparecerá el italiano MF. Bambino.

#### Parte II Super Japan Cup
Luego Tsubasa e Ishizaki regresan a Japón jugando por el Escueto Japón, participando en la Super Japan Cup que se disputará a 2 vueltas con variantes en las nóminas de los equipos. A partir de aquí se crea un jugador, el cual se utilizará hasta terminar la ruta. (Nota: Al asignar los puntos del jugador es recomendable darle los máximos puntajes para pase y disparo para hacer la ruta más fácil.)
- DaigakusenbatsuS: GK. Morisaki Yuzo, DF. Soda Makoto. En el 2 tiempo ingresará el FW. Jun Misugi.
- Seinan: MF. Urabe Hanji, Kishida Takeshi, DF. Nakayama Masao, Nishio Koji. y FW. Nitta Shun.
- Higashinihon: Los hermanos FW. Tachibana Masao y Tachibana Kazuo. Acompañados de 2 exjugadores de Furano: el DF. Oda Kazumasa y el GK. Kato Masanori.
- Nankatsu SC: El Shutetsu trío: FW. Kisugi Teppei y Taki Kajime, MF. Izawa Mamoru. Acompañados del robusto DF. Takasugi Shingo.
- DaigakusenbatsuV: DF. Jito Hiroshi, MF. Sawada takeshi y Sakamoto (ex-Meiwa FC), FW. Sano Mitsuru, Kazuki Sorimachi, GK. Nakanishi Taichi. En el partido de vuelta también te enfrentas al FW. Kojiro Hyuga y GK. Ken Wakashimazu. Por suerte para este partido tu equipo se refuerza con el MF. Taro Misaki.

#### Parte III Copa Mundial
Luego de terminar la Japan SuperCup iniciara el mundial con varias selecciones de la Ruta 1 pero con variaciones en el orden de los juegos y la aparición de Inglaterra.
- Inglaterra: Destaca el gigantesco DF. Steve Robson y el FW. Lorimer.
- Dinamarca: Una fuerte defensa y el GK. Schumaher.
- Francia: 4 figuras FW: Pipin y Lui Napoleón MF; Eru Shido Pierre y Bitto Bossi. Además del GK: Lendis Amoro.
- China: 3 figuras Los gemelos Lee y GK. Lu.
- Estados Unidos: 2 figuras El MF. Jack y FW. Mihael.
- Italia: Un difícil rival con FW: Stratto, Rampion, DF: Rossi, GK: Gino Hernández. MF: Demetrio Tardelli, MF. Jacinto y el FW. Riberi con sus "Twin Tackles".
- Países Bajos: Cuartos de final
- Brasil: Semifinal
- Alemania: Final, Alemania tendrá la ventaja ya que se une un nuevo jugador, el MF. Fraihaitto con su "Washer Drive shot" y sus "Rainbow pass".

### Ruta D
Si prosigue por la ruta C hasta el partido con el AC Milan, derrotándolo se da la opción de seguir al "Super Japan Cup" o perdiendo para seguir por la Ruta D con la campaña del Sao Paulo FC sin Stratto en la liga de Brasil. Se une al Sao Paulo el GK. Bamora (Muy parecido a Benji).

#### Parte I Liga de Brasil
- Fluminense Equipo Fácil.
- Goiás:Equipo fácil. Se une al Sao Paulo, el FW. Nelson Bebeto de 41 años de edad.
- Atlético Equipo Fácil.
- Sporting Descrito anteriormente.
- Palmeiras: Equipo Fácil.
- Guarani: Descrito anteriormente.
- Bragantino: Descrito anteriormente.
- Flamengo: Descrito anteriormente.
- Botafogo: Equipo Fácil.
- CR Vasco da Gama: Descrito anteriormente.

#### Parte II Fase Americana
Después comienza la World Club Cup se unen al Sao Paulo, el MF. Mauricio y el FW. Japonés Shun Nitta para las eliminatorias de clubes.
- Montevideo (Uruguay): Destacan Ramón Victorino, el FW: Da Silva, FW: Salvatore.
- Bogotá (Colombia): Equipo Fácil (Manejando a Mexico City).
- Argentinos Jr (Argentina): Descritos anteriormente (Manejando a Sao Paulo).
- Los Ángeles (Estados Unidos): Destaca en Los Ángeles el FW: Mihael (Manejando a Mexico City).
- Mexico City: Final Americana, Equipo muy duro. Hyuga y Wakashimazu son muy difíciles de vencer (Manejando a Sao Paulo).

#### Parte III World Club Cup
- Feyenoord (Holanda): Equipo regular sin figuras.
- Shinsei Beijing de Pekín (China): Los hermanos y FW: Lee Hanne y Lee Bankun acompañados del GK. Lu.
- G. Bordeaux (Francia): 2 figuras el MF. Eru Shido Pierre GK. Lendis Amoro.
- Los Ángeles (Estados Unidos): Destaca en Los Ángeles el FW: Mihael.
- AC Milan (Italia): Descrito anteriormente. En el 2 tiempo entra el FW. Stratto.
- Bayern de Múnich (Alemania): Destaca el FW: Karl Kheinz Schneider.
- Argentinos Jr (Argentina): Descritos anteriormente.
- Japón: La selección japonesa sin Tsubasa, Ishizaki, Hyuga ni Wakashimazu. En el 2 tiempo ingresa Misugi. Te será difícil doblegarlos pero solo así lograras tu meta.

## Otros Aspectos
Al igual que sus predecesores cuenta con la posibilidad de disputar el juego de las estrellas; de todas las versiones de la saga esta cuenta con la particularidad de ser menos difícil que el resto de juegos, se mantiene el estilo de juego que predomino en las anteriores entregas pero con peores gráficos y las ya mencionadas historias, que si bien crean rutas paralelas convergen dando un mismo final.
Logrando ganar el juego se accede a un breve resumen del futuro de algunos jugadores japoneses como el de Tsubasa que se va a jugar a Italia, Hyuga a la Juventus. Misaki e Ishizaki jugando en Japón en el club "Escudeto Japan", Wakabayashi sigue en el Hamburgar SV, Matsuyama en el Manchester United y Nitta es fichado por el Sao Paulo FC.